# Лентате Вербано (Варезе)
Лентате Вербано је насеље у Италији у округу Варезе, региону Ломбардија.
Према процени из 2011. у насељу је живело 213 становника. Насеље се налази на надморској висини од 292 м.